# Arjuzanx
Arjuzanx foi uma comuna francesa na região administrativa da Nova Aquitânia, no departamento Landes. Estendia-se por uma área de 28,63 km². Em 2010 a comuna tinha 212 habitantes (densidade: 7,4 hab./km²).
Em 1 de janeiro de 2019, passou a formar parte da nova comuna de Morcenx-la-Nouvelle.